# Vitus Auslasser

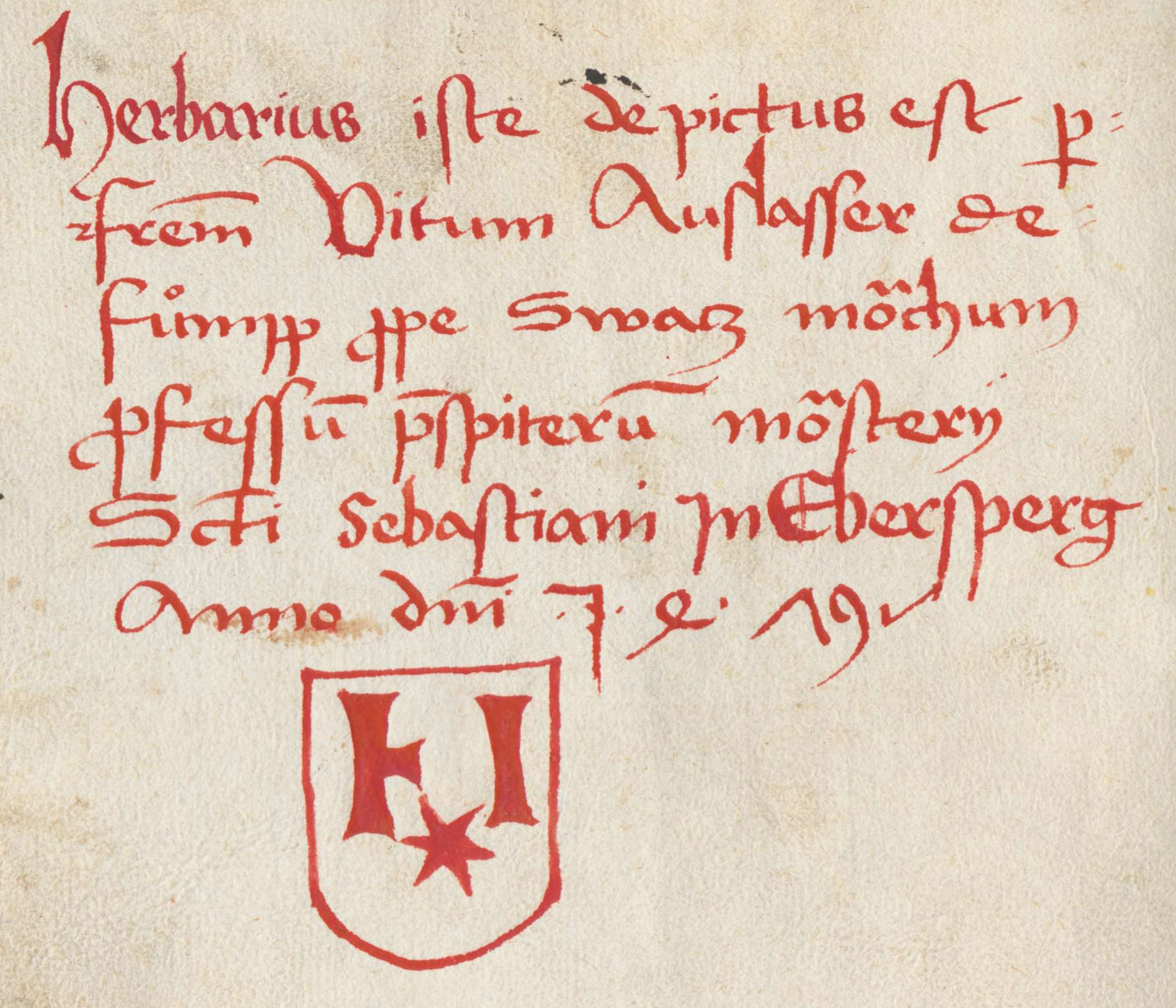
Kodex Clm 5905 (1479), Blatt 94v. Beginn des Kräuterbuchs

Vitus Auslasser, auch Veit Auslasser, war ein Benediktinermönch im St. Sebastianskloster in Ebersberg bei München. Ursprünglich stammte er aus Vomp bei Schwaz im heutigen Tirol. Er lebte im 15. Jahrhundert.
1479 vollendete er ein handschriftliches Herbar (Kräuterbuch) mit 198 Pflanzendarstellungen mit für die Forschung noch heute bedeutsamen mittellateinischen und deutschen Pflanzennamen, das zusammen mit den Aquarellen von Erhard Reewiijk den Beginn einer Reihe von ähnlichen Werken bildet, die in die Darstellungen von Georg Öllinger und Samuel Quicchelberg Mitte des 16. Jahrhunderts münden.

## Leben
Über Vitus Auslasser ist nicht viel mehr bekannt als das, was im Kodex Clm 5905 auf Blatt 94v zu Beginn des Kräuterbuchs über ihn geschrieben steht.

“Herbarius iste depictus est per fratrem Vitum Auslasser de fůmpp prope swacz monachum professum prespiterum monasterii sancti Sebastiani in Ebersperg Anno d[omi]ni 1479.”

„Dieses Kräuterbuch wurde gezeichnet (bebildert) durch Bruder Veit Auslasser von Vomp bei Schwaz, Mönch und Priester im Kloster St. Sebastian in Ebersberg Anno domini 1479.“

Gerhard Eis erwähnt im Artikel für die Neue Deutsche Biographie einen Aufenthalt in Passau und wissenschaftliche Studien in seiner Tiroler Heimat. Er wurde als erster deutscher Florist und als erster Botaniker Bayerns bezeichnet.
Seine Bilder dokumentieren eine Übergangsphase zwischen dem Mittelalter und der Spätrenaissance, von statischen und symmetrischen hin zu dynamischen und naturnahen Pflanzenabbildungen. Ein Beleg für die Qualität seiner Arbeit ist, dass sich fast alle Pflanzen anhand der Abbildung bestimmen lassen, was beim Gart der Gesundheit (1485) noch nicht der Fall ist.
Bemerkenswert ist auch die Tatsache, dass dem Herbarius ein botanisches Interesse zugrunde lag, denn nicht alle aufgeführten Pflanzen wurden als Heilpflanzen verwendet.

## Das Kräuterbuch
Dem Herbarius, das im Kodex Clm 5905 der Bayerischen Staatsbibliothek die Blätter 95r bis 293r einnimmt, steht eine Sammlung pharmazeutisch-medizinischer Texte voran. Nach dem Lehrgedicht De viribus herbarum, dem wichtigsten Kräuterbuch der Klostermedizin (Bl. 1r-40v), folgen Traktate über die Eiche und zur Pest, verschiedene Rezepte in deutscher und lateinischer Sprache sowie die Abhandlung über destillierte Wässer des Gabriel von Lebenstein (Bl. 52r-56r). Direkt vor dem Herbar stehen zwei halbalphabetische Pflanzenregister der lateinischen und deutschen Pflanzennamen (Bl. 83r-87r und 88r-92r).
2009 wurden 77 ausgewählte Abbildungen aus dem Kräuterbuch erstmals digitalisiert und mit Begleittexten aus dem Circa instans und dem Gart der Gesundheit editiert. Thematisch unterteilt wurden sie in aktuelle Heilpflanzen (17), historisch bedeutsame Heilpflanzen (10), Heilpflanzen nach der Signaturenlehre (5), Pflanzen aus Handwerk und Haushalt (9), Gartenblumen (10) sowie weitere nach ihren Pflanzenfamilien (26).
So zeigt bspw. die 22. Pflanzendarstellung (Bl. 116) das Echte Johanniskraut (Hypericum perforatum). Auslasser gibt als lateinische Namen und deutsche Übersetzungen Corona regia (Chünigs chron), Fuga demonum (Teufels flucht), Perforata (Durchlöchert) und Yppericon, herba S<ancti> (Johannis - Sand Johanns chrawt) an. Mit Bleistift wurde noch Hypericum vulgare hinzugefügt.
Darstellung 33 (Bl. 127) zeigt die Herbstzeitlose (Colchicum autumnale) in den beiden wichtigen Stadien des Jahreszyklus, beim Frühlingsbild gelingt ihm die Wiedergabe des Raumes (Dreidimensionalität). Auslasser nennt die Pflanze Hermodoctilus und deutsch Zeittlozz, Laus pluem, moß dokch. Mit Bleistift wurde Colchicum aut. ergänzt.
Weitere bemerkenswerte Abbildungen sind die zum Mauerpfeffer (Sedum acre, Nr. 112) und zur Pfingstrose (Paeonia officinalis, Nr. 115), bei denen ebenfalls die Dreidimensionalität gelingt. Nur einmal findet sich eine Bemerkung zur Wirksamkeit, nämlich beim Flohknöterich (Polygonum persicaria, Nr. 70). Auslasser schreibt, er sei gut bei Zahnschmerzen.
Faksimiles der Abbildungen wurden seit 2009 im Rahmen der Wanderausstellung Die Pflanzen der Klostermedizin in Darstellung und Anwendung u. a. auf der Landesgartenschau Bamberg 2012 am Stand des Bayerischen Umweltministeriums, im Botanischen Garten der Universität Würzburg und am Weltkulturerbe Kloster Lorsch gezeigt.

## Abbildung und Benennung der Pflanzen
| Blatt | Botanischer Name                                           | Namen bei Auslasser (Auswahl) | H. Fischer 1925 | Abbildung bei Auslasser |
| ----- | ---------------------------------------------------------- | --- | --------------- | ----------------------- |
| 95    | Asarum europaeum                                           | Haselvurcz / Azarum – Weyrachwurz                                                                                                | No 1            |                         |
| 96    | Pyrola rotundifolia                                        | Sinbel [= rundes] Wint[er]gruen / Pirola der groß                                                                                | No 2            |                         |
| 97    | Lilium martagon                                            | Goldwurz / Affodilla | No 3            |                         |
| 98    | Unbestimmt (Pyrola rotundifolia ? oder Orthilia secunda ?) | Spitzi[er] Wint[er] der chla[n]z / Pirola                                                                                        | No 4            |                         |
| 99    | Gentiana cruciata                                          | S. Peterswurz | No 5            |                         |
| 100   | Sanicula europaea                                          | Sanik[e]l / Diapensia | No 6            |                         |
| 101   | Corydalis cava                                             | Namen von Aristolochia rotunda                                                                                                   | No 7            |                         |
| 102   | Peucedanum cervaria                                        | Hirswurcz | No 8            |                         |
| 103   | Arum maculatum                                             | | No 9            |                         |
| 104   | Unbestimmt                                                 | Bundschchraut | No 10           |                         |
| 105   | Chrysanthemum leucanthemum                                 | Haydnisch wundchrawt | No 11           |                         |
| 106   | Aconitum vulparia                                          | Bolfswurz / Lupina | No 12           |                         |
| 107   | Unbestimmt                                                 | Mediana | No 13           |                         |
| 108   | Unbestimmt                                                 | Mediana | No 14           |                         |
| 109   | Polygonatum verticillatum                                  | Weyswurz | No 15           |                         |
| 110   | Polygonatum multiflorum                                    | Weiswurz / Sigillu[m] b[ea]te virginis                                                                                           | No 16           |                         |
| 111   | Asplenium scolopendrium                                    | Hirszungen / Lingua ceruina | No 17           |                         |
| 112   | Unbestimmt                                                 | Mediana | No 18           |                         |
| 113   | Impatiens noli-tangere                                     | Glydchrawt | No 19           |                         |
| 114   | Polypodium vulgare                                         | Süeßwurcz – Polipodium | No 20           |                         |
| 115   | Unbestimmt                                                 | Fünfplet / Penthafilon | No 21           |                         |
| 116   | Hypericum perforatum                                       | Chünigs chron / Corona regia – Teufels flucht / Fuga demonum – Durchlöchert / Perforata – Sand Johanns chrawt / Herba S. Johanis | No 22           |                         |
| 117   | Aquilegia vulgaris                                         | Ackeley / Egilops | No 23           |                         |
| 118   | Campanula spec.                                            | | No 24           |                         |
| 119   | Convallaria majalis                                        | Tal liligen / Lilium convallium                                                                                                  | No 25           |                         |
| 120   | Lilium candidum                                            | Weysse Jreos / Liliu[m] albu[m]                                                                                                  | No 26           |                         |
| 121   | Iris germanica                                             | Swerttel – Plabliligen | No 27           |                         |
| 122   | Iris pseudacorus                                           | Mosliligen – Acorus | No 28           |                         |
| 123   | Stachys officinalis                                        | Hirswurz / Cestron – Prawn Patonig / Bethonica fusca                                                                             | No 29           |                         |
| 124   | Primula veris                                              | Gänsepluem / Bethonica | No 30           |                         |
| 125   | Verbascum nigrum                                           | Hymelprant / Tapsus barbatus | No 31           |                         |
| 126   | Consolida regalis                                          | Rittersporen – Consolida regalis                                                                                                 | No 32           |                         |
| 127   | Colchicum autumnale                                        | Zeitlose – Hermodactylus | No 33           |                         |
| 128   | Platanthera bifolia                                        | | No 34           |                         |
| 129   | Agrimonia eupatoria                                        | | No 35           |                         |
| 130   | Paris quadrifolia                                          | Amperchrawt / Crux xpi (Crux Christi)                                                                                            | No 36           |                         |
| 131   | Listera ovata                                              | | No 37           |                         |
| 132   | Centaurium erythraea                                       | Erdgall / fel terrae – Centawrea – Fieberchrawt                                                                                  | No 38           |                         |
| 133   | Valeriana officinalis                                      | Valdrian / Valeriana | No 39           |                         |
| 134   | Euphrasia officinalis                                      | Augentrost / Ewfrasia | No 40           |                         |
| 135   | Parnassia palustris                                        | | No 41           |                         |
| 136   | Verbena officinalis                                        | Ysenchrawt die prawn / Verbena fusca                                                                                             | No 42           |                         |
| 137   | Plantago major                                             | Wegerich / Arnoglossa | No 43           |                         |
| 138   | Plantago media                                             | Langer Wegerich / Plantago minor                                                                                                 | No 44           |                         |
| 139   | Plantago lanceolata                                        | Schafripp | No 45           |                         |
| 140   | Scrofularia nodosa                                         | Drueßwurz / Scrofularia | No 46           |                         |
| 141   | Taraxacum officinale                                       | Lebenzandt / Scariola – Rörelchrawt                                                                                              | No 47           |                         |
| 142   | Achillea millefolium                                       | Tausendbletter / Millefolium | No 48           |                         |
| 143   | Hyoscyamus niger                                           | Pilsenchrawt / Jusquiamus | No 49           |                         |
| 144   | Echter Steinsame oder Lithospermum arvense                 | Merhirse / Milium solis | No 50           |                         |
| 145   | Eupatorium cannabinum                                      | Chunigschrawt | No 51           |                         |
| 146   | Cichorium intybus                                          | Wegwart – Sunnenberbel / Sponsa solis – Solsequium                                                                               | No 52           |                         |
| 147   | Euphorbia esula                                            | Wolfmilich / Esula maius | No 53           |                         |
| 148   | Nasturtium officinale                                      | Prunnchress / Nasturtium | No 54           |                         |
| 149   | Potentilla anserina                                        | Grennsing / Portentilla | No 55           |                         |
| 150   | Euphorbia cyparissias                                      | Esula minor | No 56           |                         |
| 151   | Linaria vulgaris                                           | Unser frawn har / Gratiosa | No 57           |                         |
| 152   | Alchemilla vulgaris                                        | | No 58           |                         |
| 153   | Geum urbanum                                               | Benedictenwurz / Benedicta rubea                                                                                                 | No 59           |                         |
| 154   | Polygonum aviculare                                        | Sperkenzung / Ligwa passerina [Lingua passerina] – Weggras                                                                       | No 60           |                         |
| 155   | Artemisia vulgaris                                         | Schosmalten – Pesmalten – Peypos – Su[n]bent gürttel – Sand Johans gürtel                                                        | No 61           |                         |
| 156   | Dryopteris filix-mas                                       | Farn / Filix | No 62           |                         |
| 157   | Solanum nigrum                                             | Nachtschad – Solatrum | No 63           |                         |
| 158   | Unbestimmt                                                 | Morella | No 64           |                         |
| 159   | Phyteuma orbiculare                                        | | No 65           |                         |
| 160   | Unbestimmt (Euphorbia helioscopia ?)                       | Haylchrawt | No 66           |                         |
| 161   | Gentiana pneumonanthe                                      | | No 67           |                         |
| 162   | Capsella bursa-pastoris                                    | Taschelchrawt / Wursa pastoris – Sagwinaria                                                                                      | No 68           |                         |
| 163   | Potentilla erecta                                          | Pentafilon | No 69           |                         |
| 164   | Polygonum persicaria                                       | Flöchchrawt – Persicaria | No 70           |                         |
| 165   | Prunella vulgaris                                          | Prawnell / Brunella – Consolida minor                                                                                            | No 71           |                         |
| 166   | Tussilago farfara                                          | Hueffpleter / Ungula | No 72           |                         |
| 167   | Pulmonaria officinalis                                     | Unser frawn gespün / Lac b[ea]te virginis                                                                                        | No 73           |                         |
| 168   | Angelica sylvestris                                        | De heyligen geist wurz / Herba sancti spiritus / Angelica                                                                        | No 74           |                         |
| 169   | Potentilla erecta                                          | Pluetwurz – Chrewzlwurz – Tormentill / Tormentilla                                                                               | No 75           |                         |
| 170   | Polygonum bistorta                                         | Naterwurz /Serpentina | No 76           |                         |
| 171   | Echium vulgare                                             | Drakchenwurz / Tragontea | No 77           |                         |
| 172   | Malva sylvestris                                           | Gartenpapel / Malua | No 78           |                         |
| 173   | Althaea officinalis                                        | Wid[e] papel / Malua agrestis | No 79           |                         |
| 174   | Polypodium vulgare                                         | Hunigeswurz / Dulce saporis | No 80           |                         |
| 175   | Chelidonium majus                                          | Schwalbenwurz / Celidonia – Schelchrawt                                                                                          | No 81           |                         |
| 176   | Ranunculus acris                                           | Glitzenpluem – Craefueß | No 82           |                         |
| 177   | Rubia tinctorum                                            | Rubea tinctorum – Kleb kraut | No 83           |                         |
| 178   | Leerseite                                                  | |                 |                         |
| 179   | Origanum vulgare                                           | Wolgemuet – Origanum | No 84           |                         |
| 180   | Urtica dioica                                              | Großnessel / Urtica maior | No 85           |                         |
| 181   | Lamium purpureum                                           | Todnessel / Urtica mortua fusca                                                                                                  | No 86           |                         |
| 182   | Galeobdolon luteum                                         | | No 87           |                         |
| 183   | Lamium album                                               | | No 88           |                         |
| 184   | Urtica urens                                               | Habernessel | No 89           |                         |
| 185   | Trifolium pratense                                         | Prawner Chlee / Trifolium fuscum                                                                                                 | No 90           |                         |
| 186   | Trifolium repens                                           | Weißer Chlee / Trifolium album                                                                                                   | No 91           |                         |
| 187   | Unbestimmt (Beta vulgaris ?)                               | Rappa | No 92           |                         |
| 188   | Unbestimmt (Hepatica nobilis ?)                            | Weysser sanikell | No 93           |                         |
| 189   | Bidens tripartita                                          | Hullg chraut | No 94           |                         |
| 190   | Oxalis acetosella                                          | Kuckucklauch – Alleluia | No 95           |                         |
| 191   | Rumex acetosa                                              | Sawr ampffer / Acetosa | No 96           |                         |
| 192   | Anemone ranunculoides                                      | | No 97           |                         |
| 193   | Anemone nemorosa                                           | | No 98           |                         |
| 194   | Caltha palustris                                           | | No 99           |                         |
| 195   | Unbestimmt                                                 | Wilder Knoblauch | No 100          |                         |
| 196   | Lathraea squamaria                                         | Maywurz | No 101          |                         |
| 197   | Viola spec.                                                | Wilder veyall | No 102          |                         |
| 198   | Gentiana verna                                             | Wysen veyal / Vyola in prato | No 103          |                         |
| 199   | Cardamine pratensis                                        | | No 104          |                         |
| 200   | Bellis perennis                                            | Aller moneyt pluet | No 105          |                         |
| 201   | Ficaria verna                                              | | No 106          |                         |
| 202   | Orchis latifolia                                           | Ständelwurz – Hymelschlüssel /Primula veris fusca                                                                                | No 107          |                         |
| 203   | Orchis spec.                                               | Primula veris alba | No 108          |                         |
| 204   | Cruciata glabra                                            | | No 109          |                         |
| 205   | Epipactis spec.                                            | | No 110          |                         |
| 206   | Sempervivum tectorum                                       | Hauswurz – Barba Jouis maior | No 111          |                         |
| 207   | Sedum acre                                                 | Hawswurz – Tewfelspart / Barba Jouis minor                                                                                       | No 112          |                         |
| 208   | Helleborus viridis                                         | Christwurz – Illisuica | No 113          |                         |
| 209   | Ajuga reptans                                              | Humel | No 114          |                         |
| 210   | Paeonia officinalis                                        | Peoniwurz / Peonia | No 115          |                         |
| 211   | Gentiana lutea                                             | Enntian / Gentiana | No 116          |                         |
| 212   | Bellidiastrum michelii                                     | Willder lactuk | No 117          |                         |
| 213   | Ranunculus lanuginosus                                     | Benedicta | No 118          |                         |
| 214   | Glechoma hederacea                                         | Gamandrea | No 119          |                         |
| 215   | Silene dioica                                              | Wundchrawt | No 120          |                         |
| 216   | Silene dioica                                              | Stuenpluem | No 121          |                         |
| 217   | Unbestimmt (Chenopodium rubrum ?)                          | | No 122          |                         |
| 218   | Tragopogon pratensis                                       | Pokchspart / Barba hircina | No 123          |                         |
| 219   | Raphanus raphanistrum                                      | | No 124          |                         |
| 220   | Lepidium latifolium                                        | Pfefferchrawt – Typtamus | No 125          |                         |
| 221   | Levisticum officinale                                      | Lugstekch – Ligustica | No 126          |                         |
| 222   | Filipendula ulmaria                                        | Peychrawt | No 127          |                         |
| 223   | Tanacetum vulgare                                          | Rayfan – Tanacetum | No 128          |                         |
| 224   | Anchusa officinalis                                        | Ochsenzung / Buglossa | No 129          |                         |
| 225   | Ranunculus bulbosus                                        | | No 130          |                         |
| 226   | Dianthus carthusianorum                                    | Gükgahändel – Stuenpluem | No 131          |                         |
| 227   | Campanula patula                                           | Unser frawn schueckel – Taubenchropfen                                                                                           | No 132          |                         |
| 228   | Anthyllis vulneraria                                       | | No 133          |                         |
| 229   | Trifolium spec.                                            | Gelber chlee | No 134          |                         |
| 230   | Rhinanthus alectorolophus                                  | Chlaff oder chornpluem | No 135          |                         |
| 231   | Agrostemma githago                                         | Ratem – prawn kornpluem – Zyzania                                                                                                | No 136          |                         |
| 232   | Centaurea cyanus                                           | Plab chorn pluem | No 137          |                         |
| 233   | Melampyrum arvense                                         | Zappffenkrawt | No 138          |                         |
| 234   | Papaver rhoeas                                             | Rot rosen in der chorn / Papaver agreste                                                                                         | No 139          |                         |
| 235   | Hyssopus officinalis                                       | Ysopp / Ysopus | No 140          |                         |
| 236   | Euphorbia verrucosa                                        | Wolfsmilch – Esula | No 141          |                         |
| 237   | Atriplex spec.                                             | Schasmelten – Atriplex | No 142          |                         |
| 238   | Sinapis alba                                               | Seniff / Sinopis | No 143          |                         |
| 239   | Chenopodium bonus-henricus                                 | Guet hainrich – Herba mercurialis                                                                                                | No 144          |                         |
| 240   | Symphytum officinale                                       | Swartzwurtz – Simphitum – Consolida maior                                                                                        | No 145          |                         |
| 241   | Chrysanthemum leucanthemum                                 | | No 146          |                         |
| 242   | Centaurea jacea                                            | Scabiosa | No 147          |                         |
| 243   | Senecio fuchsii                                            | Wundchrawt | No 148          |                         |
| 244   | Silene vulgaris                                            | | No 149          |                         |
| 245   | Solanum dulcamara                                          | Pittersueß / Amarum dulce | No 150          |                         |
| 246   | Unbestimmt                                                 | | No 151          |                         |
| 247   | Geranium phaeum                                            | | No 152          |                         |
| 248   | Unbestimmt (Myosotis palustris ?)                          | | No 153          |                         |
| 249   | Marrubium vulgare                                          | Marobel /Marrubium – Sigmynezen                                                                                                  | No 154          |                         |
| 250   | Helianthemum nummularium                                   | | No 155          |                         |
| 251   | Erodium cicutarium                                         | Chronichenschnabel | No 156          |                         |
| 252   | Aposeris foetida                                           | Gens zung – Scariola | No 157          |                         |
| 253   | Stachys palustris                                          | Wundchrawt | No 158          |                         |
| 254   | Lotus corniculatus                                         | Angel Schlüsselpluemel | No 159          |                         |
| 255   | Scabiosa columbaria                                        | Segenchrawt | No 160          |                         |
| 256   | Hieracium pilosella                                        | Mäusörl /Auricula muris – Nagelchrawt                                                                                            | No 161          |                         |
| 257   | Knautia arvensis                                           | | No 162          |                         |
| 258   | Mentha aquatica                                            | Rot myntz / Menta rubea – Pachmyntz                                                                                              | No 163          |                         |
| 259   | Mentha spec.                                               | Raydmynnzen / Mentha crispis | No 164          |                         |
| 260   | Nepeta cataria                                             | Chazenmyntzen – Nepita | No 165          |                         |
| 261   | Mentha arvensis                                            | Veldmyntzen – Chorenmyntzen – Stainmyntzen                                                                                       | No 166          |                         |
| 262   | Senecio vulgaris                                           | Aselchrawt | No 167          |                         |
| 263   | Senecio sarracenicus                                       | Wundchrawt | No 168          |                         |
| 264   | Nymphaea alba                                              | Wasserpluem – Seburtz – Kol ros                                                                                                  | No 169          |                         |
| 265   | Senecio jacobaea                                           | | No 170          |                         |
| 266   | Lactuca serriola                                           | Gelb bösenchrawt | No 171          |                         |
| 267   | Lampsana communis                                          | | No 172          |                         |
| 268   | Lycopodium clavatum                                        | | No 173          |                         |
| 269   | Unbestimmt                                                 | | No 174          |                         |
| 270   | Erica carnea                                               | | No 175          |                         |
| 271   | Hieracium pilosella                                        | Musörl / Auricula muris – Vurmwurz – Nagelkrawt                                                                                  | No 176          |                         |
| 272   | Pinguicula vulgaris                                        | Zitrochchrawt | No 177          |                         |
| 273   | Unbestimmt                                                 | Wundchrawt | No 178          |                         |
| 274   | Fragaria vesca                                             | Erper chrawt / Fragula | No 179          |                         |
| 275   | Herniaria glabra                                           | Stainprech / Saxifraga | No 180          |                         |
| 276   | Scrophularia nodosa                                        | Haidnisch wundchrawt | No 181          |                         |
| 277   | Salvia glutinosa                                           | Wundchrawt | No 182          |                         |
| 278   | Epilobium parviflorum                                      | | No 183          |                         |
| 279   | Salvia pratensis                                           | Willder Sallfan | No 184          |                         |
| 280   | Lysimachia vulgaris                                        | | No 185          |                         |
| 281   | Unbestimmt (Phyteuma orbiculare ? Succisa pratensis ?)     | Schelmburtz – Teufels pys / Morsus daemonis                                                                                      | No 186          |                         |
| 282   | Calendula officinalis                                      | Weinpluemen – Posemblumen – Kalendula                                                                                            | No 187          |                         |
| 283   | Atropa belladonna                                          | Twalmwurz | No 188          |                         |
| 284   | Dipsacus sativus                                           | Chartten – Sträler – Virga pastoris                                                                                              | No 189          |                         |
| 285   | Melilotus officinalis                                      | Nardenchrawt / Nardus | No 190          |                         |
| 286   | Sonchus arvensis                                           | Maydistel | No 191          |                         |
| 287   | Clinopodium vulgare                                        | Andron / Marrubium | No 192          |                         |
| 288   | Verbascum thapsus                                          | Wullchchrawt – Hymelprant / Candela                                                                                              | No 193          |                         |
| 289   | Anagallis arvensis                                         | Rot Hunerdärm / Centrum galli | No 194          |                         |
| 290   | Stellaria media                                            | Gruen hunendärm | No 195          |                         |
| 291   | Thymus serpyllum                                           | Weld ysop – Serpillum | No 196          |                         |
| 292   | Unbestimmt                                                 | Saxifraga | No 197          |                         |
| 293   | Saponaria officinalis                                      | | No 198          |                         |